# 韩倞
韩倞（拼音：Hán Jìng，卡玛莉塔·欣顿，通称：卡玛，1949年—）美国女纪录片制作人。哈佛大学的艺术史博士，是MIT等高校的教师，研究中国文化与历史。卡玛与他人导演制作了关于六四事件的纪录片《天安门》和关于文化大革命的《八九点钟的太阳》等影片，尤以前者而知名。
她的父亲韩丁是1945年来到中国的美国记者。因此卡玛出生于北京，生活在北京直到21岁，期间在北京101中学就读。她以中文为母语。卡玛的丈夫是理查德·戈登（Richard Gordon)。
卡玛的一家信仰社会主义，父亲、姑姑、姑父参与了文化大革命造反派组织，被称为“中国人民的好朋友”、“国际友人”。但拍摄了《天安门》后，卡玛本人被中国政府批评。

## 作品
- 纪录片《八九点钟的太阳》（Morning Sun）（2003），关于文革；
- 纪录片《天安门》（The Gate of Heavenly Peace）（1995），关于八九学运和六四事件；
- 纪录片《长弓三部曲》（The Longbow Trilogy）（1984），展示了1980年代长弓村的变化；
  - 纪录片《小幸福》（Small Happiness），关于女性体验；
  - 纪录片《普天之下》（All Under Heaven），关于宗教习俗；
  - 纪录片《尝百草》（To Taste 100 Herbs），关于一个信仰天主教、使用中草药的医生。

## 家庭
- 父亲韩丁：在华的美国农业机械專家和记者。
- 姑姑寒春：女核物理学家，参与曼哈顿计划。1948年来华直至2010年逝世，为北京农业机械化科学研究院美国专家。
- 姑父阳早：在华的美国奶牛饲养专家，直到逝世前一直为原机械工业部顾问。
- 表哥阳和平：寒春、阳早之子。